# My Autumn
My Autumn es una banda rusa de deathcore, proveniente de San Petersburgo, Rusia.

## Historia
El origen de My Autumn se remonta a la primavera del año 2006 en San Petersburgo, tras la unión de dos bandas de Metalcore del país de Rusia. Ese mismo año la banda lanza una demo con 6 pistas.
En 2007, la banda se disolvió debido a la mala relación entre sus integrantes. Al no ser capaces de vivir sin la música, el guitarrista Mike y el vocalista Peter deciden buscar a nuevos miembros, que serían lo suficientemente buenos como para formar lo que se puede calificar casi de familia.
Tras de un largo periodo de experimentación y maduración, la banda encuentra su formación definitiva.
Además de la nueva formación, la banda varió el estilo de su música con respecto al tipo de música que hacían anteriormente, y logró hallar su estilo musical. El talento del grupo, unido a la pasión por lo que hacían les llevó a hacer muy buena música y a ganarse definitivamente a sus oyentes.
Desde su primer show la banda ha adquirido grandes y fieles masas de seguidores y se ha convertido en una de las más importantes y prestigiosas del movimiento deathcore en Rusia.
La banda My Autumn ha compartido escenario durante sus giras junto a otras grandes bandas de deathcore y metalcore como Bring Me The Horizon, Despised Icon, Carnifex, The Dillinger Escape Plan, Bleeding Through, Parkway Drive y War From A Harlots Mouth entre otras.
Actualmente, la banda continúa su carrera musical con giras y conciertos y preparando nuevas canciones.
El 23 de junio de 2013, la banda lanzó el vídeo del sencillo Faceless, el vídeo fue dirigido por Oleg Rooz.
El 21 de abril de 2014, la banda lanzó el vídeo de una nueva versión de la canción Such As You, perteneciente a su próximo álbum  Back to the Future.

## Miembros

### Miembros actuales
- Eugene Sergeev  - Vocals
- Eugene Svetlov  - Lead guitar
- Mike Petrov     - Rythmn guitar, Clean Vocals
- Stas Kuzin     - bass
- Mark Mironov - Drums

### Miembros antiguos
- Andrey Averchenkov - voz
- Albert Smirnov - bajo
- Anton Borisov - guitarra
- Kirill Bogdanov - guitarra
- Pavel Gorvatov - voz
- Pyotr Ibanov - voz
- Pavel korchagin batería

## Discografía

### Álbumes de estudio
Demo (2006)
1. Only For You
2. Summer
3. Farewell

Inexpressible Words EP (2008)
1. Intro
2. Such As you
3. Who All of Us Would Become Without Them
4. Court Of The Crucified
5. Stay Yourself
6. Last Day Of War

The Lost Meridian (2009)
1. Soulles People
2. The Lost Meridian
3. Space
4. 2012
5. Your Last Chance
6. Half-Life
7. Someone Else's Life
8. Confession
9. Snapshot
10. Chasm of Lost Dreams

Oblivion Era (2011)
1. Revival
2. Confrontation
3. Ships (feat. Andrey Averchenkov)
4. Desire
5. Time
6. Meet The Future
7. Step Towards
8. Running Man
9. The Oblivion Era
10. Tens of Thousands of Useless Trials
11. Water Drop (feat. Danil Orlov)
12. Roads
13. End

The Lost Meridian (Relanzado) [2014]
1. Soulles People
2. The Lost Meridian
3. Space
4. 2012 (feat. Dony)
5. Your Last Chance
6. Half-Life
7. Someone Else's Life
8. Confession
9. Snapshot
10. Chasm of Lost Dreams
11. Желание (2011) [Bonus Track]
12. Десятки тысяч никому не нужных судеб (2011) [Bonus Track]
13. Безликие (2014) [Bonus Track]

Back to the Future (2014)
1. Intro
2. Humans With No Souls
3. Court of Holy Crosses (feat. Alex Teribble)
4. The Lost Meridian (feat. Ilya Sannikov)
5. Outer Space
6. Such As You
7. The Other Lives (feat. Matthew Jones & Daniel Sharp)
8. The Picture

### Sencillos
- Stereotypes - 2009
- On That Side Dream - 2010
- Water Drop - 2010
- Desire - 2010
- Faceless - 2013
- Black & White - 2015

## Videografía
| Título            | Año  | Director  | Álbum                 |
| ----------------- | ---- | --------- | --------------------- |
| The Lost Meridian | 2010 | -         | "The Lost Meridian"   |
| Meet The Future   | 2012 | Oleg Rooz | "Oblivion Era"        |
| Desire            | 2013 | -         | "Oblivion Era"        |
| Faceless          | 2013 | Oleg Rooz | "Faceless" (sencillo) |
| Such As You       | 2014 | Oleg Rooz | "Back to the Future"  |